# Liga LEB 2000-2001
La Liga LEB 2000-2001 è stata la 45ª edizione della seconda divisione spagnola di pallacanestro maschile (la 5ª con il nome di Liga LEB).

## Squadre partecipanti
| Squadra              | Città                      | Regione          |
| -------------------- | -------------------------- | ---------------- |
| Badajoz Caja Rural   | Badajoz                    | Estremadura      |
| Caprabo Lleida       | Lleida                     | Catalogna        |
| Cajasur Córdoba      | Cordova                    | Andalusia        |
| Abeconsa Ferrol      | Ferrol                     | Galizia          |
| Ciudad de Huelva     | Huelva                     | Andalusia        |
| Melilla              | Melilla                    | Melilla          |
| Minorisa.net Manresa | Manresa                    | Catalogna        |
| Drac Inca            | Inca                       | Baleari          |
| Coinga Menorca       | Mahón                      | Baleari          |
| Tenerife             | San Cristóbal de La Laguna | Canarie          |
| Etosa Murcia         | Murcia                     | Murcia           |
| CB Los Barrios       | Los Barrios                | Andalusia        |
| Sondeos del Norte    | La Coruña                  | Galizia          |
| CB Granada           | Granada                    | Andalusia        |
| Ulla Oil Rosalía     | Santiago di Compostela     | Galizia          |
| León Caja España     | León                       | Castiglia e León |

## Classifica finale
| #  | Teams                | P  | V  | P  | PF   | PS   | Qualificate |
| -- | -------------------- | -- | -- | -- | ---- | ---- | ----------- |
| 1  | León Caja España     | 30 | 23 | 7  | 2515 | 2332 | Playoff     |
| 2  | Caprabo Lleida       | 30 | 22 | 8  | 2591 | 2326 | Playoff     |
| 3  | Minorisa.net Manresa | 30 | 22 | 8  | 2576 | 2309 | Playoff     |
| 4  | CB Granada           | 30 | 19 | 11 | 2523 | 2419 | Playoff     |
| 5  | Drac Inca            | 30 | 17 | 13 | 2293 | 2259 | Playoff     |
| 6  | Ciudad de Huelva     | 30 | 16 | 14 | 2409 | 2326 | Playoff     |
| 7  | Cajasur Córdoba      | 30 | 16 | 14 | 2431 | 2447 | Playoff     |
| 8  | Coinga Menorca       | 30 | 16 | 14 | 2592 | 2500 | Playoff     |
| 9  | Etosa Murcia         | 30 | 15 | 15 | 2381 | 2319 |             |
| 10 | CB Los Barrios       | 30 | 14 | 16 | 2492 | 2557 |             |
| 11 | Tenerife             | 30 | 12 | 18 | 2445 | 2440 |             |
| 12 | Melilla              | 30 | 11 | 19 | 2402 | 2490 |             |
| 13 | Ulla Oil Rosalía     | 30 | 10 | 20 | 2449 | 2616 | Playout     |
| 14 | Sondeos del Norte    | 30 | 10 | 20 | 2289 | 2439 | Playout     |
| 15 | Abeconsa Ferrol      | 30 | 9  | 21 | 2304 | 2692 | Playout     |
| 16 | Badajoz Caja Rural   | 30 | 8  | 22 | 2326 | 2547 | Playout     |

## LEB Playoffs
I vincitori delle semifinali vengono promosse direttamente in Liga ACB.
|  | Quarti di finale | Quarti di finale | Quarti di finale     |                |                      | Semifinali     | Semifinali | Semifinali |  |  | Finale | Finale     | Finale |
|  |                  |                  |                      |                |                      |                |            |            |  |  |        |            |        |
|  | 1                | León Caja España | 1                    |                |                      |                |            |            |  |  |        |            |        |
|  | 8                | Coinga Menorca   | 3                    |                |                      |                |            |            |  |  |        |            |        |
|  | 8                | Coinga Menorca   | 3                    |                | 4                    | CB Granada     | 3          |            |  |  |        |            |        |
|  |                  |                  |                      |                | 4                    | CB Granada     | 3          |            |  |  |        |            |        |
|  |                  | 8                | Coinga Menorca       | 2              |                      |                |            |            |  |  |        |            |        |
|  | 4                | 8                | Coinga Menorca       | 2              | CB Granada           | 3              |            |            |  |  |        |            |        |
|  | 4                |                  |                      |                | CB Granada           | 3              |            |            |  |  |        |            |        |
|  | 5                | Drac Inca        | 2                    |                |                      |                |            |            |  |  |        |            |        |
|  |                  |                  |                      |                |                      |                |            |            |  |  | 4      | CB Granada | 92+67  |
|  |                  |                  | 2                    | Caprabo Lleida | 89+82                |                |            |            |  |  |        |            |        |
|  | 2                | Caprabo Lleida   | 3                    |                |                      |                |            |            |  |  |        |            |        |
|  | 7                | Cajasur Córdoba  | 0                    |                |                      |                |            |            |  |  |        |            |        |
|  | 7                | Cajasur Córdoba  | 0                    |                | 2                    | Caprabo Lleida | 3          |            |  |  |        |            |        |
|  |                  |                  |                      |                | 2                    | Caprabo Lleida | 3          |            |  |  |        |            |        |
|  |                  | 3                | Minorisa.net Manresa | 1              |                      |                |            |            |  |  |        |            |        |
|  | 3                | 3                | Minorisa.net Manresa | 1              | Minorisa.net Manresa | 3              |            |            |  |  |        |            |        |
|  | 3                |                  |                      |                | Minorisa.net Manresa | 3              |            |            |  |  |        |            |        |
|  | 6                | Ciudad de Huelva | 1                    |                |                      |                |            |            |  |  |        |            |        |

## Playout
Le perdenti retrocedono in LEB Plata.
| Squadra 1         | Risultato | Squadra 2          |
| ----------------- | --------- | ------------------ |
| Ulla Oil Rosalía  | 3 - 2     | Badajoz Caja Rural |
| Sondeos del Norte | 3 - 0     | Abeconsa Ferrol    |

## Verdetti
- Promozioni in Liga ACB: Caprabo Lleida e CB Granada
- Retrocessioni in LEB Plata: Badajoz Caja Rural e Abeconsa Ferrol